# Gmina Kloštar Ivanić
Gmina Kloštar Ivanić (chorw. Općina Kloštar Ivanić) – gmina w Chorwacji, w żupanii zagrzebskiej. W 2011 roku liczyła  6091 mieszkańców.